# Matria (curtmetratge)
Matria és un curtmetratge en gallec dirigit per Álvaro Gago Díaz el 2017. El gener de 2018 va guanyar el Premi del Jurat al Festival de Cinema de Sundance. Està basat en la vida de Francisca Iglesias Bouzón, actriu principal i amiga personal del director. Ha estat subtitulada al català.

## Argument
La Ramona viu amb el seu marit, amb qui amb prou feines parla, i treballa en una fàbrica de conserves dirigida per una gerent tirànica. Davant els reptes de la seva rutina diària, la Ramona intenta refugiar-se en la relació que uneix la seva filla i la seva neta.

## Repartiment
- Francisca Iglesias Bouzón és Ramona
- Eulogia Chaves és encarregada
- Ramón Martínez és el marit
- Marta Resille és la filla
- Sara Dios és la néta
- Alberto Gago és el cap

## Premis
Va rebre l'Àncora d'Or del Festival de Curtas Armadiña el 2018. Va rebre el premi al millor curtmetratge al Festival de Curtmetratges d'Aguilar del Campoo, al Festival de Cinema d'Alcalá de Henares, al Festival de Cinema de l'Alfàs del Pi, al Festival Internacional de Cinema Independent d'Elx i a la XXIV Mostra de Cinema Llatinoamericà de Catalunya.
Fou nominada al millor curtmetratge d'animació als XXXIII Premis Goya, als XXIV Premis Cinematogràfics José María Forqué. i en la 16a edició dels Premis Mestre Mateo.